# 촨인
촨인(중국어 간체: 传印, 정체: 傳印, 병음: Chuányìn, 1927년 1월 30일 ~ 2023년 3월 11일)은 중국의 불교 승려이자 선스승이자 종교 지도자였다. 중국불교협회의 존경받는 스승으로 가장 잘 알려져 있다.

## 사망
96세의 나이로 2023년 3월 11일 장시성 주장시 동린절에서 사망했다.